# Sława (imię)
Sława (m., f.) – forma skrócona imion słowiańskich zawierających element Sław- lub -sława, takich jak Mirosława, Sławomira.
Sława imieniny obchodzi: 6 sierpnia.

## Znane osoby noszące imię Sława
- Sława Bieńczycka – polska dziennikarka
- Sława Kwaśniewska – polska aktorka
- Sława Orłowska-Czerwińska – polska śpiewaczka operowa
- Sława Przybylska – polska piosenkarka
- Sława Stećko – ukraińska polityk
- Sława Umińska-Duraj – prezydent Piekar Śląskich